# Operatie Lenteschild
Operatie Lenteschild (Turks: "Bahar Kalkanı Harekâtı") was een militaire operatie in 2020 gelanceerd door Turkije tegen het Syrische leger onder leiding van president Bashar al-Assad in de provincie Idlib tijdens de Syrische Burgeroorlog.

## Achtergrond
De directe aanleiding van de Turkse interventie in de Syrische provincie was een luchtaanval in diezelfde regio op 27 februari waarbij zeker 33 Turkse militairen om het leven kwamen. Daarnaast rukte het leger van Assad in de eerste maanden van 2020 snel op richting de stad Idlib, het laatste bolwerk van de Syrische oppositie. Daardoor kwam er een enorme vluchtelingenstroom op gang richting Turkije. De situatie escaleerde toen een van de Turkse observatieposten in Syrië onder vuur werd genomen. In eerste instantie meldden Turkse autoriteiten dat Turkije de Syrische vluchtelingen die naar Europa willen trekken, niet meer zouden worden tegengehouden. Volgens Turkije wordt het moeilijk om zich aan de afspraken met de EU te houden wanneer Idlib valt en daarom zien zij een militair ingrijpen als noodzaak. De NAVO is solidair met Turkije, maar zij roept alle partijen wel op tot een 'vreedzame oplossing'.

## De operatie
Op 1 maart kondigde de Turkse minister van Defensie, Hulusi Akar, officeel de start van de militaire operatie in Idlib aan. Het doel van de operatie is volgens hem ter zelfverdediging tegen Syrische soldaten die Turkse soldaten in de regio hebben aangevallen en om burgers te beschermen tegen de agressie van het regime.
In de nacht van 29 februari op 1 maart begon de Turkse luchtmacht met hevige bombardementen door Turkse F-16's,  T-155 Firtina-houwitsers en gewapende drones op doelen van het leger van president Assad in de Syrische provincie Idlib. Ondertussen raken Turkse en Syrische soldaten ook slaags op de grond. Het Turkse leger heeft als doel de opmars van het Syrische leger richting de stad Idlib te stuiten. Diezelfde dag nog kondigde het Syrische staatspersbureau (SANA) aan dat het een Turkse drone had neergehaald. Deze melding kwam kort nadat het Syrische leger bekend maakte dat zij het luchtruim boven Idlib hadden gesloten voor vliegtuigen en drones. Ondanks het gesloten luchtruim meldde het Turkse Ministerie van Defensie op 3 maart dat een Turkse F-16 een Syrisch L-39 gevechtsvliegtuig had neergehaald boven de provincie Idlib. Als gevolg van het neerhalen, kwam de piloot om het leven. De volgende dag zou de hooggeplaatste Syrische commandant, Suhail al-Hassan, naar verluidt gewond zijn geraakt bij een Turkse drone-aanval nabij de stad Saraqib.

## Staakt-het-vuren
Op 5 maart kwamen de presidenten van Rusland en Turkije, Poetin en Erdoğan, bijeen in Moskou om over de schrijnende situatie in Idlib te praten. Zij spraken af dat er een staakt-het-vuren zal ingaan op 6 maart om 00:00 uur lokale tijd. Volgens beide leiders moet dit een basis worden voor vrede in het gebied. Naast een staakt-het-vuren kwamen ze ook overeen om een beveiligde corridor aan te leggen rondom de M4-snelweg. Rusland en Turkije zullen vanaf 15 maart gezamenlijke patrouilles houden op de M4.